# 日食の戦い
日食の戦い（にっしょくのたたかい）ないしハリュス川の戦い（ハリュスがわのたたかい）は、紀元前6世紀前半にメディア王国とリュディア王国の間で行われた戦い。勝敗は決せず、両者は停戦して平和条約を結び、6年間にわたる戦争を終わらせた。

## ヘロドトスによる記述
ヘロドトスが『歴史』に書き残したところによれば、アリュアッテスの率いるリュディアとキュアクサレス2世の率いるメディアが行った戦争は決着がつかないまま5年続いたが、6年目のある戦いにおいて辺りが突然暗くなったことから停戦に至り、平和条約の締結を交渉することになったという。ヘロドトスはそれがタレスによって予測されていた日食だったと述べるが、戦いがどこで行われたのかについては言及していない。

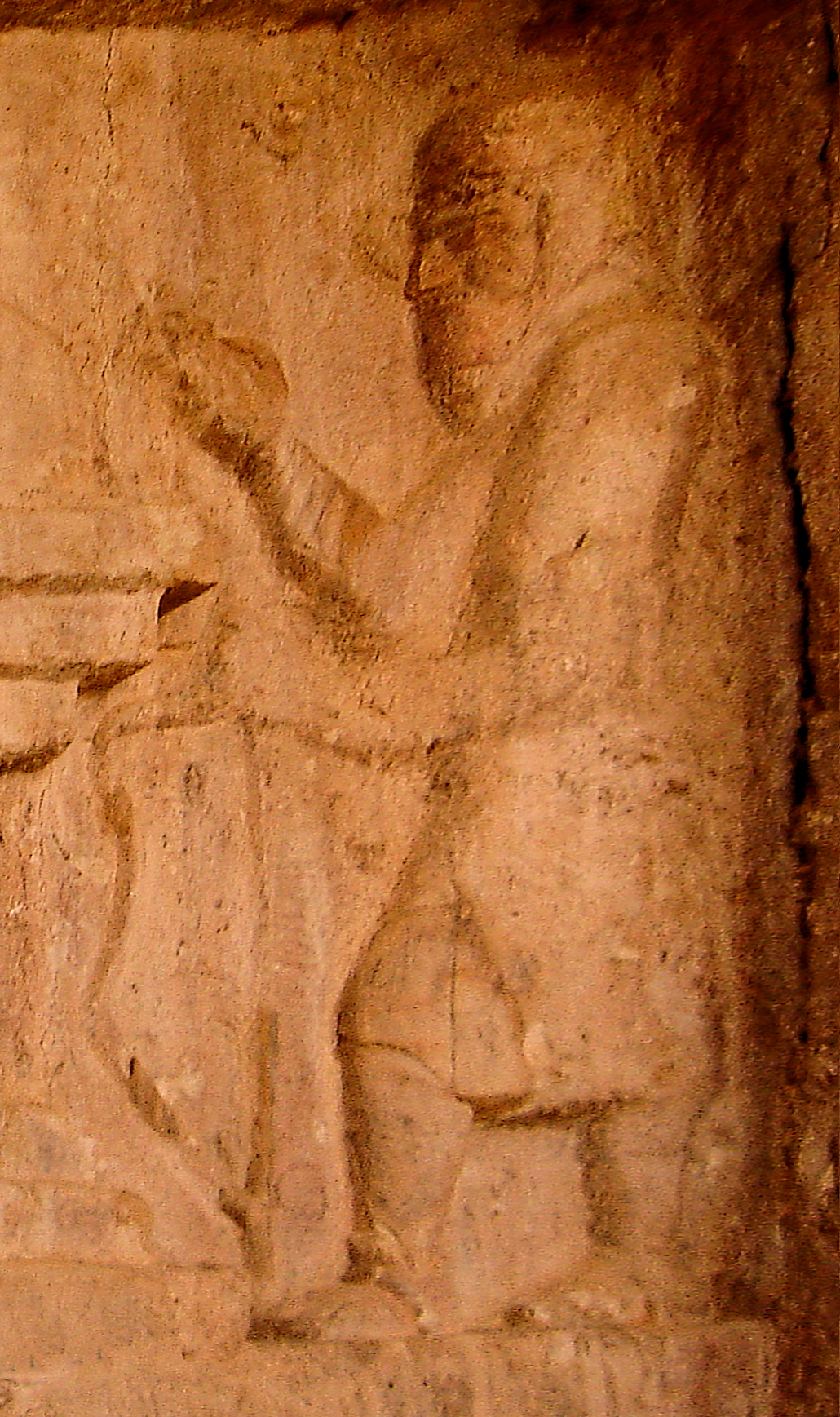
クズカパン遺跡（イラク・スレイマニヤ）にあるレリーフ（部分）。キュアクサレスに比定されている。

平和条約の条項には、アリュアッテスの娘アリュエニスをキュアクサレスの息子アステュアゲスに嫁がせること、両国の国境をハリュス川（現在のクズルウルマク川）で画定することが含まれていた。
キケロは、タレスこそが日食の予測に成功した最初の人で、それはアステュアゲスの時代のことだったと述べている。アステュアゲスはキュアクサレスの死後に王位を継いだのであり、戦争が終わった後のことである。大プリニウスもまた、タレスがアリュアッテスの時代に日食を予測したと述べている。

## 論争
ヘロドトスの記述を信ずるならば、この日食は現代の天文計算によって紀元前585年5月28日に発生したものと特定され（タレスの日食）、ひいては戦いの日時も導き出される。一部の学者は、その時点で両国の国境付近を流れていたであろうハリュス川こそが戦いの舞台となったものと想定している。アイザック・アシモフが言うように、この日食は発生の前にその日付が特定されていた最古の例と言うことになろう。
しかし、上記のような見方にはいくつかの点で無視し難い問題があり、論争の的になっている。例えば、タレスの時代に知られていた天文学的な知識ではそのように精確に日食を予測するのは難しいこと。また、想定される日食は戦場と目される場所では日没の直前に発生したことになるが、当時そのような時間帯に戦闘を行うのは非常にまれであったこと。また、ヘロドトスが別の箇所で述べている歴代のメディア王とその在位期間に従えば、キュアクサレスは想定される日食の10年前に没しているということなどが挙げられる。